# ネブワース
ネブワース（英語: Knebworth）は、イングランドのハートフォードシャー州北部に位置する村である。